# Andros Town
Andros Town – miasto na Bahamach; na wyspie Andros; 2427 mieszkańców (2013). Ósme co do wielkości miasto kraju.
W pobliżu znajduje się port lotniczy.